# Tsundoku

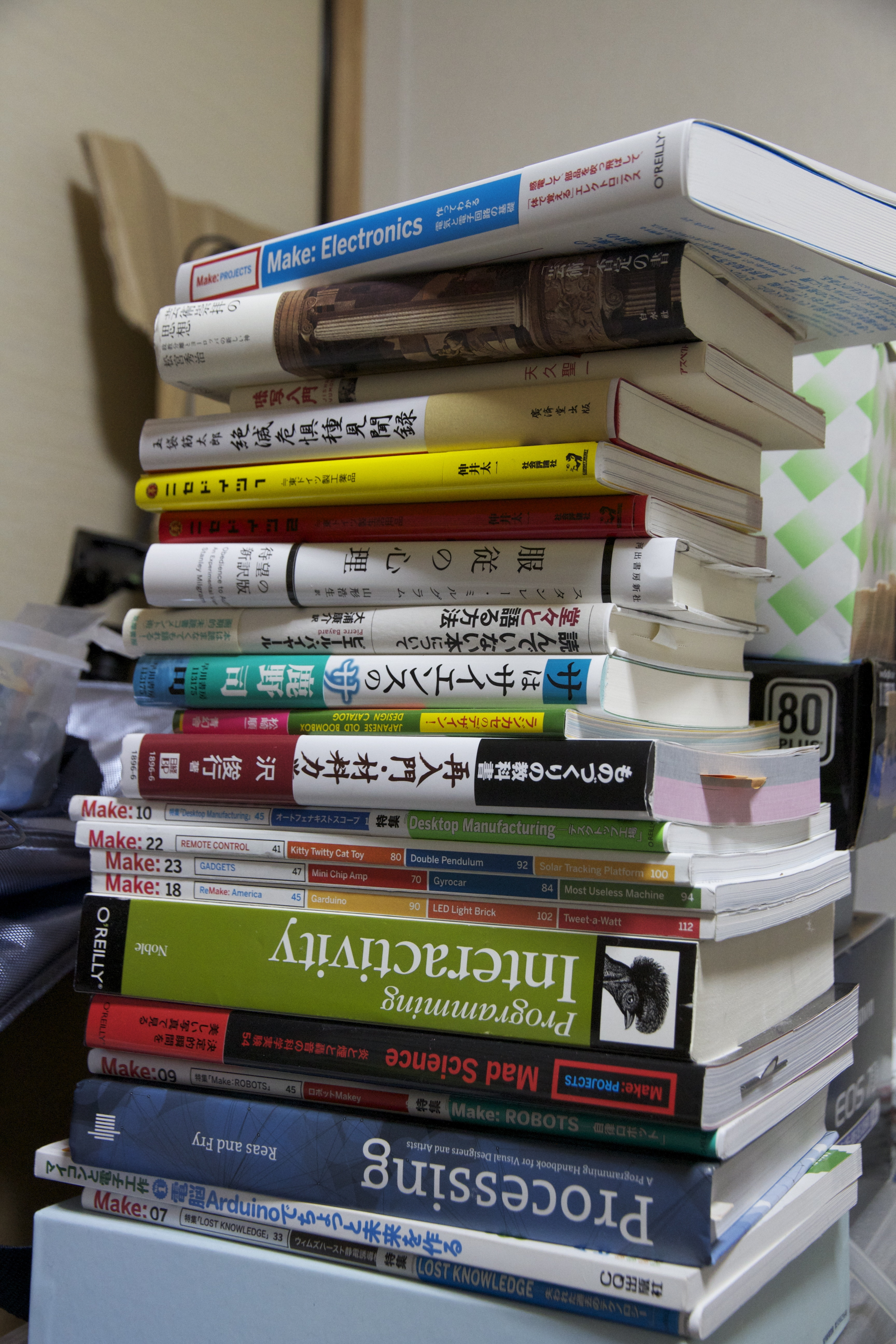
Una pila di libri trovata dopo aver pulito una stanza

Tsundoku ( in giapponese 積ん読? ) descrive la tendenza ad acquisire materiale da leggere, ma lasciarlo accumulare da qualche parte nella propria casa senza leggerlo. Viene anche usato per indicare i libri che sono lasciati su uno scaffale o sul comodino pronti per essere letti.
Il termine è nato nell'era Meiji (1868-1912) come parola dialettale giapponese. Combina elementi di tsunde-oku (積んでおく, ovvero ammucchiare le cose pronte per dopo e lasciarle lì) e dokusho (読書, leggere libri). Come già scritto, la parola combina i caratteri per "accumulare" (積) e il carattere per "leggere" (読). Ci sono suggerimenti per includere la parola nella lingua inglese e in dizionari come il Collins Dictionary.